# Meurtre au pied du volcan
Meurtre au pied du volcan (Hraunið) est une série télévisée islandaise en quatre parties d'environ 45 minutes créée par Sveinbjörn I. Baldvinsson et diffusée du 27 septembre 2014 au 18 octobre 2014 sur RÚV.
En France et en Allemagne, la série est diffusée sur Arte à partir du 14 janvier 2016, et rediffusée en mai 2024. Elle reste inédite dans les autres pays francophones.
Elle fait office de seconde saison à une première enquête d'Helgi Runarsson, Hamarinn, la Falaise ou The Cliff (2009).

## Synopsis
À Snæfellsnes, un policier de Reykjavik mène une enquête sur la mort d'un banquier qui a été retrouvé dans sa maison.

## Fiche technique
- Titre original : Hraunið
- Titre français: Meurtre au pied du volcan
- Création : Sveinbjörn I. Baldvinsson
- Date de diffusion : 2014

## Distribution
- Björn Hlynur Haraldsson (VF : Gilduin Tissier) : Helgi Runarsson
- Heida Reed (VF : Olivia Luccioni) : Gréta
- Arnoddur Magnus Danks : Össi
- Joi Johannsson : Gísli
- Svandis Dora Einarsdottir (VF : Céline Ronté) : Auður
- Maria Ellingsen : Marín
- Jón Páll Eyjólfsson (is) : Skipperinn
- Sveinn Geirsson (is) : Jens
- Salome R. Gunnarsdottir : Helena
- Tinna Gunnlaugsdóttir (is) : Edda
- Unnur Birna Jónsdóttir : Hafdís
- Magnús Ragnarsson (is) : Björn
- Atli Rafn Sigurðsson : Ari
- Sigurður Skúlason (is) : Egill

## Épisodes
1. Épisode 1 : Le banquier Björn Sveinsson est retrouvé mort chez lui, à Snæfellsnes, un fusil entre les jambes. Tout porte à croire à un suicide. Inspecteur de police à Reykjavik, Helgi est envoyé à Snæfellsnes pour superviser l'enquête de Gréta, la jeune inspectrice de police locale. Rapidement, Helgi comprend qu'il s'agit d'un meurtre, et d'une mise en scène.
2. Épisode 2 : Le père d'Helena confie à Helgi qu'un fusil de chasse a disparu de chez lui. Un père toxicomane, Raggi, et sa fille ont mystérieusement disparu dans les champs de lave de Snaefellsnes. Des recherches sont lancées pour les retrouver. L'enquête de Helgi se complique. Entre trafic de drogue, malversations et rancœurs, les pistes liées au meurtre se multiplient. Gréta trouve le comportement d'Audur suspect.
3. Épisode 3 : Raggi est retrouvé dans une crevasse, grièvement blessé. L'inspecteur le considère comme témoin capital. C'est alors qu'Ari est assassiné. Arrêté par la police, le Capitaine, chef du gang de bikers les Shadows Riders, provoque Helgi.
4. Épisode 4 : Les Shadow Riders enlèvent la fille de Helgi, et le menacent pour récupérer la bague du Capitaine, qui pourrait être un indice susceptible de le faire condamner. De son côté, Egill a trouvé une plaque d'immatriculation de la camionnette de Gisli près d'un champ de lave.